# HIMITSU GIRL'S TOP SECRET
「HIMITSU GIRL'S TOP SECRET」（ヒミツ ガールズ トップ シークレット）は、日本のバンドZAZEN BOYSの通算2枚目のシングルである。2005年7月16日発売。発売元はMATSURI STUDIO。

## 概要
- 新ドラマーとして松下敦を迎えて初となるシングル。
- 収録曲の関係でオリコンではミニアルバム扱いとなっている。

## 収録曲
1. HIMITSU GIRL'S TOP SECRET(3:41)
作詞・作曲：MUKAI SHUTOKU
2. BRAIN CONSTRUCTION (3:32)
作詞・作曲：MUKAI SHUTOKU
3. HENTAI TERMINATED(2:29)
作詞・作曲：MUKAI SHUTOKU
4. HARD LIQUOR(2:29)
作詞・作曲：MUKAI SHUTOKU
5. USODARAKE TAKE2(3:41)
作詞・作曲：MUKAI SHUTOKU